# Амфісбена плямиста
Амфісбена плямиста (Amphisbaena fuliginosa) — представник роду амфісбена з родини амфісбенових. Інші назви «чорно-біла амфісбена» та «крапчаста амфісбена».

## Опис
Загальна довжина досягає 50—55 см. Голова стиснута з боків, сплощена. Наділені досить потужними щелепами та гострими зубами. На верхній щелепі розташовано 5—6 зубів. Тулуб циліндричний, стрункий. Не має зовнішньої барабанної перетичнки та зовнішнього отвору. Колір шкіри бурувато-білий з білими та чорними плямами, які розташовані почергово. Звідси й походить одна з назв цієї амфісбени.

## Спосіб життя
Полюбляє вічнозелені ліси, іноді зустрічається у саванах. Більшість життя проводить під землею. Активна вночі. Часто ховається у гніздах мурах й термітів. Харчується безхребетними та дрібними хребетними.
Це яйцекладний плазун. Самиця відкладає у мурашнику або термітнику до 10 яєць. Після цього перестає піклуватися про них.
Найбільшими ворогами є хижі птахи, свині, мавпи та деякі види змій.

## Розповсюдження
Мешкає у Колумбії, Венесуелі, Гвіані, Гаяні, Суринамі, на о. Тринідад.